# Diagnóstico de exclusão
O termo médico diagnóstico de exclusão refere-se a uma doença ou condição médica cuja presença não pode ser confirmada com total certeza somente a partir de exames ou testes. O diagnóstico é feito, portanto, através da eliminação de outras causas possíveis para os sinais e sintomas do paciente.

## Exemplos
Alguns exemplos de doenças que são consideradas diagnóstico de exclusão:
- Paralisia de Bell
- Sarcoidose
- Doença de Behçet
- Síndrome do intestino irritável
- Síndrome de Tolosa-Hunt
- Polidipsia psicogênica